# Giuseppe Borgatti
Giuseppe Borgatti (ur. 17 marca 1871 w Cento, zm. 18 października 1950 w Reno di Leggiuno) – włoski śpiewak operowy, tenor.

## Życiorys
Studiował w Liceo Musicale w Bolonii u Alessandro Busiego. Na scenie zadebiutował w 1892 roku w Castelfranco Veneto w tytułowej roli w Fauście Charles’a Gounoda. Występował na scenach włoskich, w Madrycie, Sewilli, Petersburgu i Buenos Aires.  W 1896 roku wystąpił w mediolańskiej La Scali w tytułowej roli w prapremierowym przedstawieniu opery Andrea Chénier Umberta Giordana. Brał udział we włoskich premierach Salome Richarda Straussa (Turyn 1906) i Złota Renu Richarda Wagnera (Mediolan 1903). W 1914 roku ze względu na postępującą jaskrę wycofał się ze sceny, w 1923 roku całkowicie utracił wzrok.
W 1927 roku ukazała się jego autobiografia pt. La mia vita d’artista.